# Krępkowice
Krępkowice (dodatkowa nazwa w j. kaszub. Krãpkòjce) – wieś kaszubska w Polsce położona w województwie pomorskim, w powiecie lęborskim, w gminie Cewice. Wieś jest częścią składową sołectwa Maszewo.
Na północ od wsi, przy dworku myśliwskim znajduje się jeden z najstarszych dębów szypułkowych – to około 640-letni Dąb Świętopełk. Drzewo to nazwano imieniem księcia Świętopełka.
We wsi kościół neogotycki z wieżą niesymetrycznie wciągniętą w fasadę.
W latach 1975–1998 miejscowość administracyjnie należała do województwa słupskiego.